# Ecuador Open 2018
L'Ecuador Open 2018 è stato un torneo di tennis giocato su campi in terra rossa. È stata la quarta edizione del torneo che appartiene alla serie ATP Tour 250 nell'ambito dell'ATP World Tour 2018. Si è giocato al Club Jacarandá di Quito, in Ecuador, dal 5 all'11 febbraio 2018.

## Partecipanti

### Teste di serie
| Nazionalità     | Giocatore              | Ranking* | Testa di serie |
| --------------- | ---------------------- | -------- | -------------- |
| Spagna          | Pablo Carreño Busta    | 10       | 1              |
| Spagna          | Albert Ramos Viñolas   | 21       | 2              |
| Francia         | Gaël Monfils           | 44       | 3              |
| Italia          | Paolo Lorenzi          | 46       | 4              |
| Argentina       | Horacio Zeballos       | 66       | 5              |
| Rep. Dominicana | Víctor Estrella Burgos | 86       | 6              |
| Croazia         | Ivo Karlović           | 90       | 7              |
| Cile            | Nicolás Jarry          | 95       | 8              |

* Ranking al 29 gennaio 2018.

### Altri partecipanti
I seguenti giocatori hanno ricevuto una wildcard per il tabellone principale:
- Corentin Moutet
- Roberto Quiroz
- Tommy Robredo

Il seguente giocatore è entrato in tabellone con il ranking protetto:
- Pablo Andújar

I seguenti giocatori sono passati dalle qualificazioni:

- Facundo Bagnis
- Roberto Carballés Baena
- Federico Gaio
- Andrej Martin

Il seguente giocatore è entrato in tabellone come lucky loser:
- Alessandro Giannessi

## Punti e montepremi
| Torneo    | Torneo              | V      | F      | SF     | QF     | 2T    | 1T    | Q  | Q3    | Q2    | Q1 |
| Singolare | Punti               | 250    | 150    | 90     | 45     | 20    | 0     | 12 | 6     | 0     | 0  |
| Singolare | Premi in denaro ($) | 85,945 | 45,265 | 24,520 | 13,970 | 8,230 | 4,875 | –  | 2,195 | 1,100 | 0  |
| Doppio    | Punti               | 250    | 150    | 90     | 45     | 0     | –     | –  | –     | –     | –  |
| Doppio    | Premi in denaro ($) | 26,110 | 13,730 | 7,440  | 4,260  | 2,490 | –     | –  | –     | –     | –  |

## Campioni

### Singolare
Roberto Carballés Baena ha sconfitto in finale  Albert Ramos Viñolas con il punteggio di 6–3, 4–6, 6–4.
- È il primo titolo in carriera per Carballés Baena.

### Doppio
Nicolás Jarry /  Hans Podlipnik-Castillo hanno sconfitto in finale  Austin Krajicek /  Jackson Withrow con il punteggio di 7–6(6), 6–3.